# 825 Naval Air Squadron
825ème Escadron aéronaval
Le 825 Naval Air Squadron ou 825 NAS est un escadron aéronaval du Fleet Air Arm de la Royal Navy. Il était basé à la Royal Naval Air Station Yeovilton (RNAS Yeovilton) dans le Somerset. L'escadron a été formé en 1934, dissout plusieurs fois et reformé nouvellement en 2014. Il sert actuellement sur le Wildcat HMA2 pour la formation des équipages.

## Historique

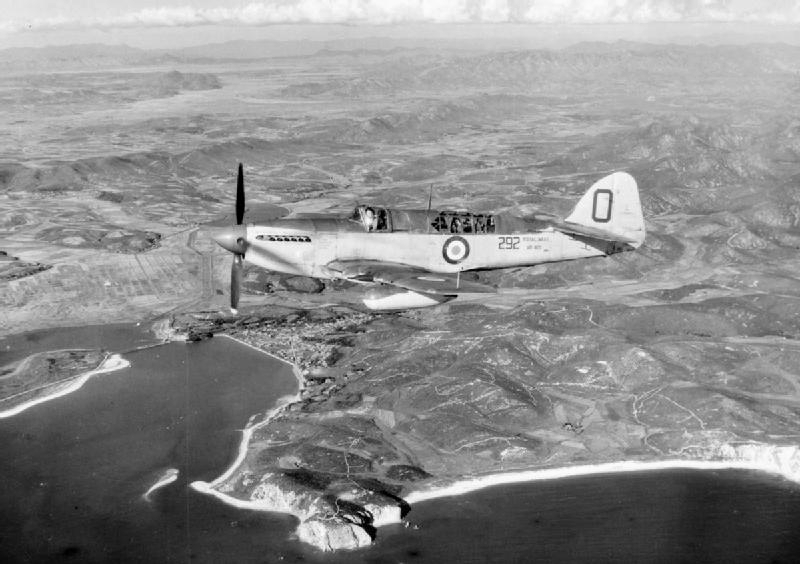
Le 825 Naval Air Squadron volant pas loin des côtes.

C'est un escadron embarqué sur le porte-avions HMS Eagle (1918) qui a été formé le 8 octobre 1934 à partir des avions et du personnel du 824 Naval Air Squadron. Il a opéré dans la plupart des théâtres de la Seconde Guerre mondiale, effectuant un certain nombre d'attaques contre d'éminents navires de guerre allemands, notamment le cuirassé Bismarck dans l'Atlantique et les cuirassés de poche Scharnhorst et Gneisenau et le croiseur lourd Prinz Eugen lors de l'Opération Cerberus. 
L'escadron a également participé à des conflits ultérieurs, notamment la guerre de Corée et la guerre des Malouines.

## Aéronefs exploités
L'escadron, durant sa carrière, a exploité une variété d'avions et de versions différentes :
- Fairey III F
- Fairey Swordfish I, II & III
- Hawker Sea Hurricane IIc
- Grumman F4F Wildcat VI
- Fairey Barracuda II(ASH)
- Fairey Firefly FR.1, FR.4, AS.5 & FR.5
- Fairey Gannet AS.1, T.2 et AS.4
- Westland Whirlwind HAS.7
- Westland Sea King HAS.2/2a
- AgustaWestland Wildcat HMA2

## Formation actuelle

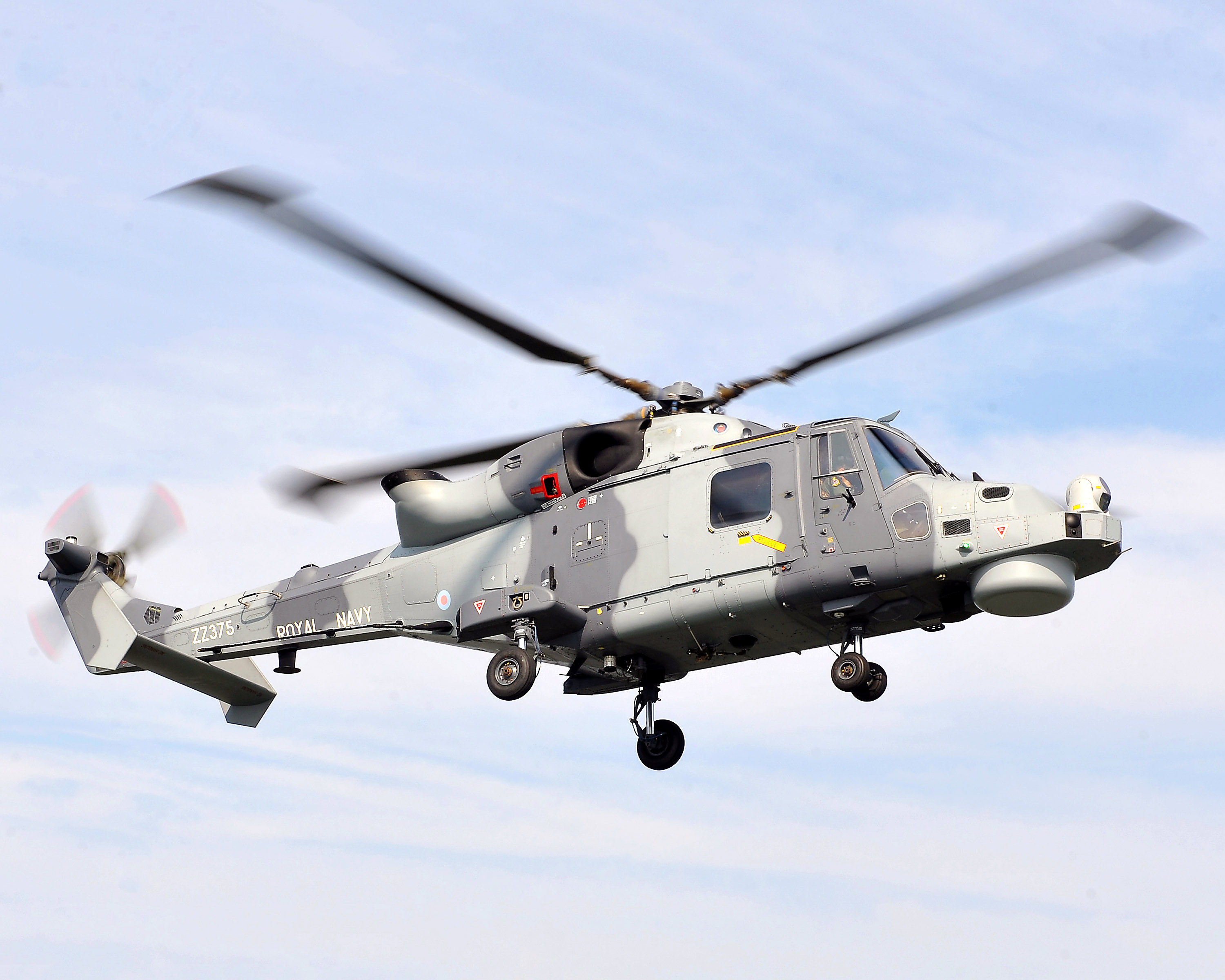
Un Wildcat en vol du 825 NAS au-dessus du Royaume-Uni

Le 825 Naval Air Squadron est actuellement l'unité de conversion opérationnelle de la Royal Navy pour Wildcat après avoir été remis en service en tant que premier Wildcat HMA2 Squadron de première ligne de la Royal Navy le 10 octobre 2014, avec la fusion du 700 Naval Air Squadron et 702 Naval Air Squadron (en). Il exploite le Wildcat pour se convertir et se déployer en mer sur des destroyers de Type 45 et des frégates de Type 23. Il dispense une formation au personnel navigant ainsi qu'aux ingénieurs de l'air en attente de qualification de première ligne et est responsable de la poursuite du développement tactique Wildcat.